# Pylaros
Pylaros (griechisch Πύλαρος (f. sg.)) ist ein Gemeindebezirk der Gemeinde Sami auf der griechischen Insel Kefalonia. Er entstand 1994 als Gemeinde Pylaros aus dem Zusammenschluss der bis dahin selbständigen Gemeinden Makryotika, Divarata und Agia Effimia und ging mit der Verwaltungsreform 2010 zunächst in der geschaffenen Gemeinde Kefalonia auf, wo er einen Gemeindebezirk mit 1391 Einwohnern bildete. Nach der Auflösung dieser Gemeinde kam der Gemeindebezirk Pylaros zur neu gegründeten Gemeinde Sami.

## Geschichte
Der erste Zusammenschluss der Gemeinde erfolgte bereits 1866, jedoch wurde dieser mit amtlichen Erlass der Regierung 1912 aufgelöst. Fortan gab es die selbständigen Gemeinden Agia Effimia, Makryotika, Divarata, Ferentinata und Drakopoulata. 1945 gründeten einige Bewohner aus diesen Gemeinden die neuen Dörfer Potamianata und Antypata. Das Erdbeben von 1953 zerstörte die Dörfer, und eine Landflucht setzte ein. 1973 konnten die Dörfer zu drei Gemeinden fusionieren, um 1994 (noch vor der Gebietsreform) wieder die Gemeinde Pylaros ins Leben zu rufen.

## Geografie
Pylaros liegt im Norden der Insel an zwei Küsten und ist sehr gebirgig, die angrenzende nördliche Halbinsel bildet der Gemeindebezirk Erisos mit den Ortsgemeinschaften Asos und Fiskardo. Im Westen liegt der berühmte Strand Myrtos, im Osten der kleine Hafen Agia Evfimia. Beide liegen an der wichtigen Straße von Sami nach Argostoli und Lixouri. Die höchsten Erhebungen sind Agia Dynati (1131 m) im Süden und Kalon Oros (900 m) im Norden.

## Wirtschaft und Infrastruktur

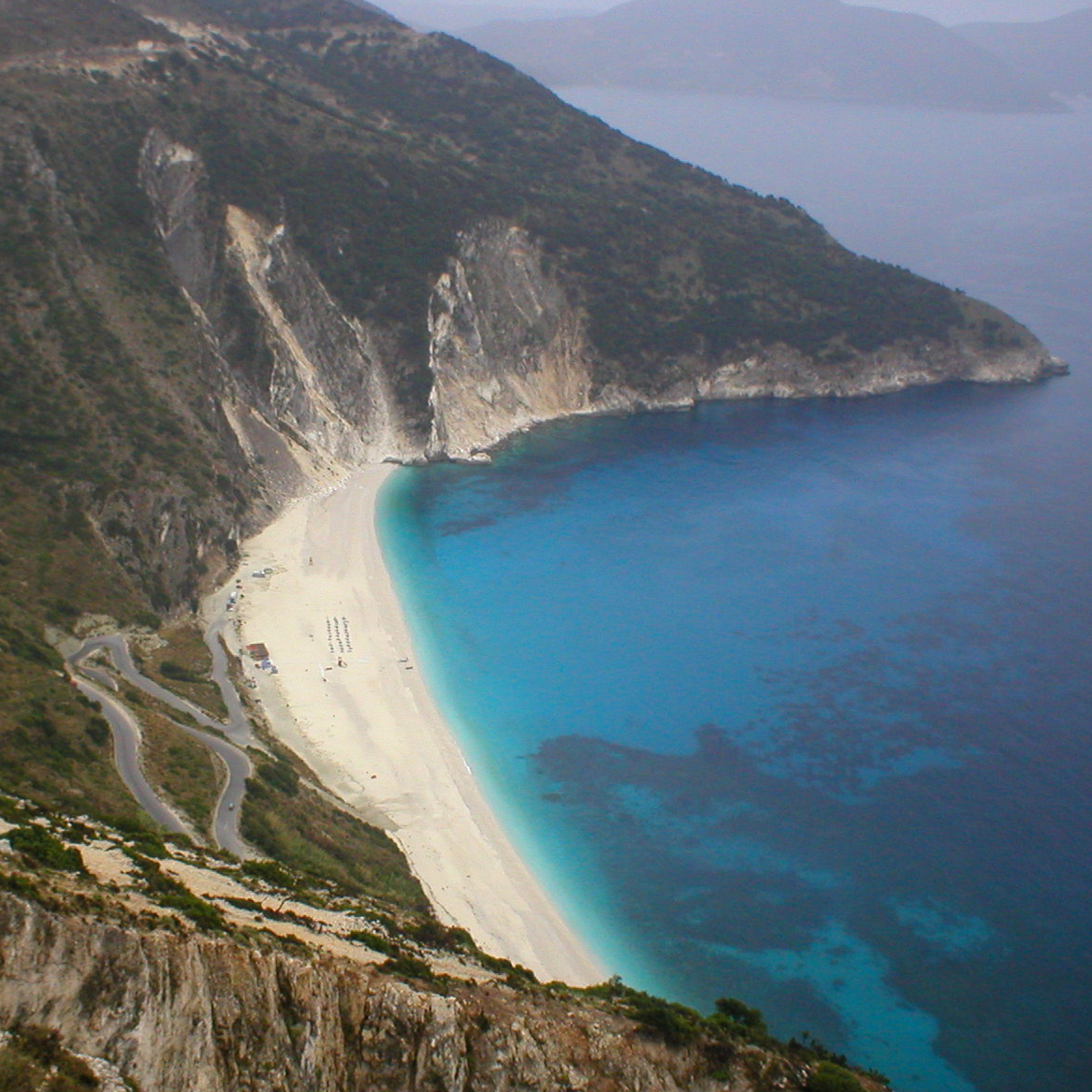
Der Strand Myrtos

Die wichtigsten Wirtschaftszweige waren früher die Produktion von Honig und die Schafzucht. Mit dem anarchistischen Politiker Marinos Antypas aus Ferentinata wurde Pylaros ein Zentrum der Bauernbewegung. Das unwirte Land führte bereits im 19. Jahrhundert zu einer Beschäftigung mit der Schifffahrt. Erst in jüngerer Zeit gelangte der Ort selbst durch den Tourismus zu gewissem Wohlstand, so wird das Café am Strand Myrtos direkt von der Gemeinde betrieben.
Das Rathaus und Verwaltung lagen in Agia Effimia, seit kurzem existiert das Bürgerbüro (K.E.P.) als Ansprechpartner in allen behördlichen Fragen. Des Weiteren befinden sich in Agia Effimia eine Polizeistation, eine Post, eine Landarztpraxis, eine Filiale der Emporiki Bank und eine Apotheke. In Makryotika befindet sich die einzige Schule und die Vorschule der Gemeinde sowie die Sissimatios Stadtbibliothek und das Seniorenzentrum KAPI.
Es gibt einen Verein zum Schutz des Waldes, eine kleine Hoteliersvereinigung, eine Genossenschaft der Milcherzeuger und einen Sportverein.

## Personen
- Marinos Antypas (1872–1907), Anarchist
- Themos Potamianos, Schriftsteller